# عبدالرشید (داغستان)
عبدالرشید (به لاتین: Abdurashid) یک منطقهٔ مسکونی در روسیه است که در داغستان واقع شده‌است.